# Saarbahn
De Saarbahn verzorgt het regionaal personenvervoer van Riegelsberg via Saarbrücken naar het Franse Sarreguemines met tramtrein voertuigen. De Saarbahn vervoert dagelijks 40.000 reizigers. Een nieuw openbaarvervoerbedrijf, SaarBahn&Bus GmbH, werd opgericht om de Saarbahn en sinds 2002 ook het busnet van Saarbrücken te exploiteren.

## Traject
De successen van de tramtrein in Karlsruhe hebben Saarbrücken geïnspireerd om ook een dergelijke lightrailverbinding te realiseren. Op 24 oktober 1997 werd de Saarbahn tussen Sarreguemines en Saarbrücken geopend na 2,5 jaar bouwtijd. Tussen Sarreguemines en Brebach rijden de voertuigen als trein op een openbare spoorweg die met 15 kV wisselspanning is geëlektrificeerd. Vanaf Brebach schakelt het voertuig over op 750 volt gelijkspanning en rijdt het als tram de binnenstad van Saarbrücken in.
In september 2001 werd de tramlijn vanaf Saarbrücken naar Riegelsberg Süd verlengd, waardoor de lijn 25,5 kilometer lang werd. Vanaf 2007 werd de lijn doorgetrokken van Riegelsberg via Etzenhofen naar Lebach. Tussen Etzenhofen en Lebach maakt de tram gebruik van het tracé van de voormalige Köllertalbahn. In Lebach rijdt de tram het bestaande spoor op om door te rijden naar station Lebach-Jabach. De Saarbahn is thans ongeveer 45 kilometer lang.

## Materieel
Voor de Saarbahn werden 28 tramtreinvoertuigen gekocht van het type Flexity Link van Bombardier. Voor de uitvoering van de dienst zijn op dit moment maar 22 trams nodig. Bij Stadler Rail is nieuw materieel besteld.

## Stations/Haltes
- Sarreguemines (station) – Hanweiler (station) – Auersmacher (station) – Kleinblittersdorf (station) – Bübingen (station) – Bübingen Nord (station / gepland) – Güdingen (station) – Brebach (station) – (omschakeling van trein naar tram) – Römerkastell – Kieselhumes – Helwigstraße – Uhlandstraße – Landwehrplatz – Johanneskirche – Kaiserstraße – Hauptbahnhof – Trierer Straße – Ludwigstraße – Cottbuser Platz – Pariser Platz / St. Paulus – Rastpfuhl – Siedlerheim – Burbach Heinrichshaus – Riegelsberg Süd – Riegelsberg Wolfskaulstraße – Riegelsberg Rathaus – Riegelsberg Post – Riegelsberghalle – Riegelsberg Güchenbach – Etzenhofen (station) – Walpershofen Mitte (station) – Walpershofen Mühlenstraße (station) – Heusweiler Schulzentrum (station) – Heusweiler Markt (station) – in aanbouw: Heusweiler in der Hommersbach (station) – Heusweiler Kirschhof (station) – Eiweiler (station) – Eiweiler Nord (station) – Landsweiler Süd (station) – Landsweiler Nord (station) – Lebach Süd (station) – Lebach (station) – Lebach-Jabach (station)

## Galerij

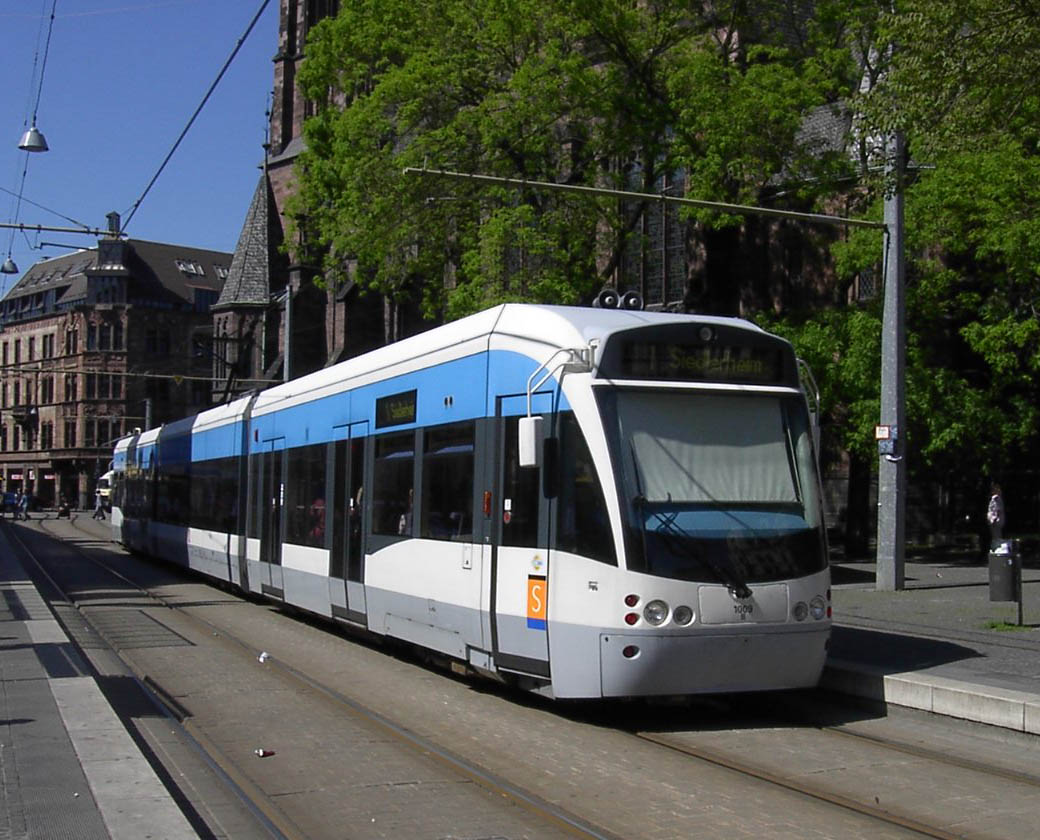
Tram bij de halte Johanneskirche
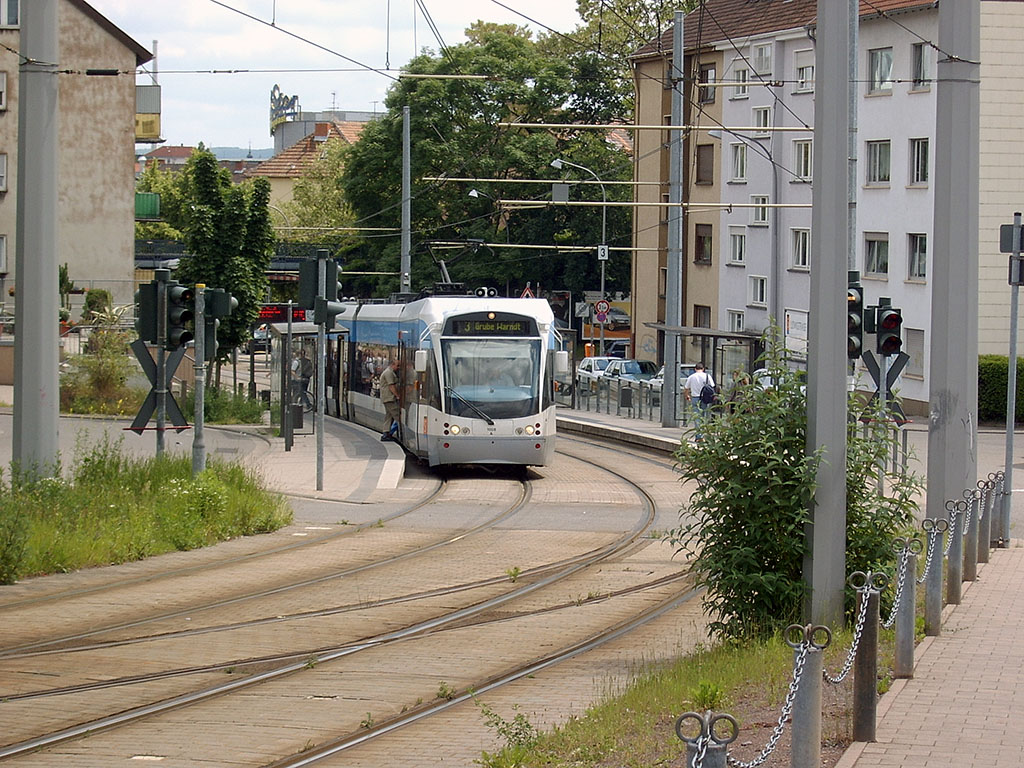
Tram bij de halte Ludwigstraße
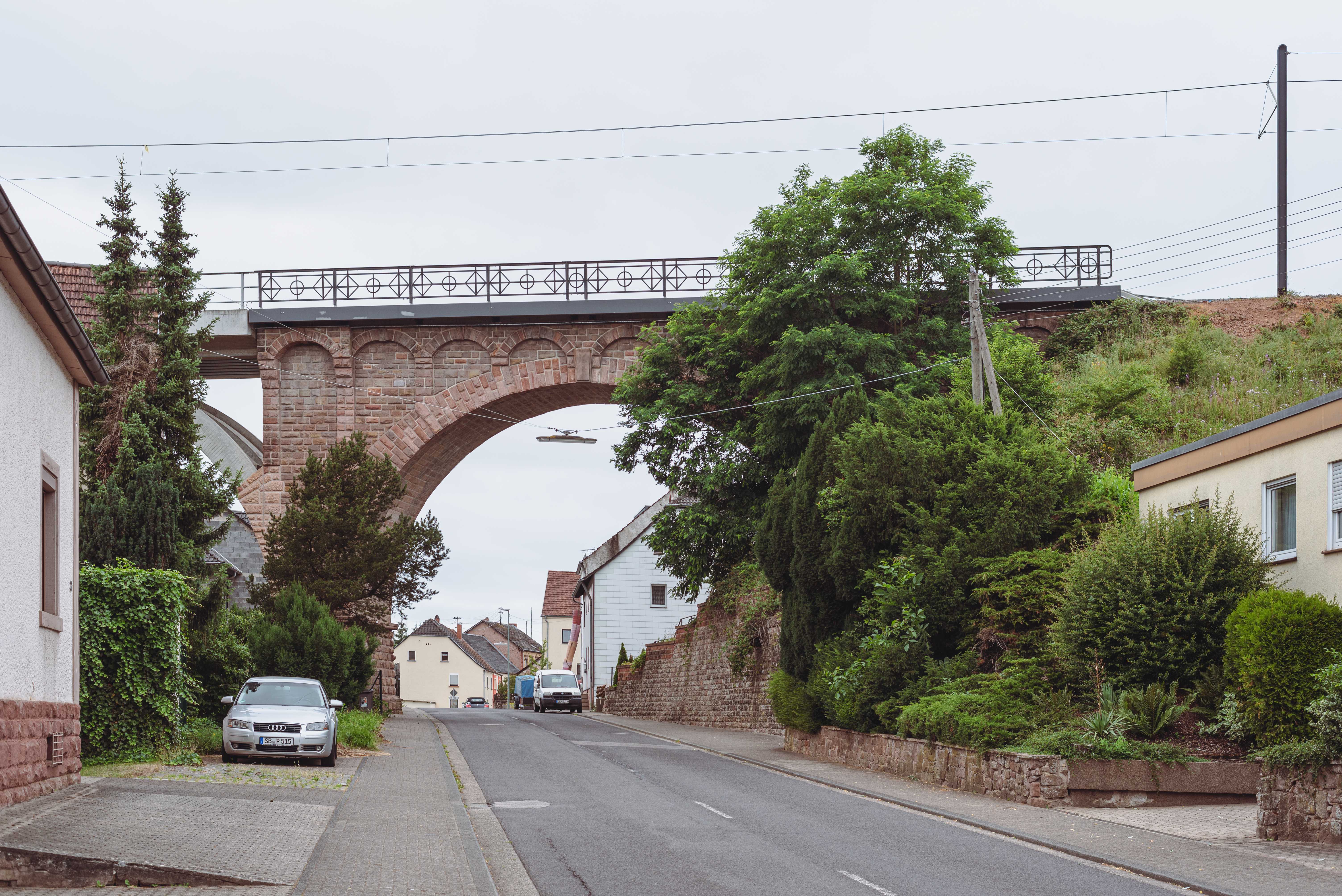
Het Eiweiler Viaduct waar de Saarbahn gebruik van maakt